# 生产资料
生产资料（英語：means of production），或稱生产手段，是生产产品（如商品或服务）的物（如土地、劳动和资本），包括劳动资料和劳动对象；然而它也可以指全部用来生产产品的东西。生产工具是基本的劳动资料。它也可以作为“生产和分销资料”的缩写，这个词还包括了通过分销商进行产品的物流分销和分送；或者作为“生产、分配和交换资料”的缩写，这个词进一步包括了通过消费者进行分销产品的交换。
“生产资料”这个概念被各个领域的研究者——包括政治学、经济学和社会学——广泛地用来讨论任何具有生产价值的东西，它们的所有权，以及生产它们所需要的社会成分之间的关系。

## 工业生产
从企业的角度来看，企业使用它们的资本货物，也就是有形资产，因为它们是物质性的。未完成的货物在生产过程中被转化为产品和服务。即使资本货物不作为消费品在市场上交易，它们也可以被估值，只要资本货物是生产所需的商品。资本货物的总价值构成了资本价值
。
社会生产资料是指需要组织化的集体劳动力，而不是个人劳动力，来操作的资本货物和资产。社会生产资料的所有权和组织方式是区分和定义不同类型经济制度的一个关键因素。
生产资料包括两大类物品：劳动资料（工具、工厂、基础设施等）和劳动对象（自然资源和原材料）。人们利用劳动资料作用于劳动对象，创造出产品；或者换句话说，劳动作用于生产资料，创造出商品。在农业社会，主要的生产资料是土壤和铲子。在工业社会，生产资料变成了社会生产资料，包括工厂和矿山。

## 知识生产
在知识经济中，计算机和网络是生产资料。从广义上讲，“生产资料”也包括“分销资料”，例如商店、互联网和铁路（基础设施资本）。基础设施资本是指支持经济、社会和生态发展的基础设施和服务。

## 折旧
企业的生产资料可能会贬值，这意味着由于磨损和老化，资本货物或有形资产（例如机器、工厂设备）的经济价值会有所损失。这就是资本货物的折旧。折旧是指一种会计方法，用来分摊有形或物质资产在其使用寿命内的成本，反映了资产价值的消耗程度。

## 马克思主义和马克思主义阶级理论
生产资料的技术复杂性和所有权的分析是马克思主义历史唯物主义理论框架和马克思的政治经济学批判，以及后来的马克思主义经济学的核心组成部分。
在马克思的著作和马克思主义理论的后续发展中，社会经济演进的过程是基于生产资料技术进步的前提。随着技术水平在生产能力方面的提高，现有的社会关系变得多余和不必要，从而在生产资料的技术水平一方面和社会及其经济组织另一方面之间产生矛盾。
就生产资料的技术进步而言，新技术和科学突破可以重新安排市场结构，产生巨大的经济影响，并破坏经济中的利润池。颠覆性技术的进一步影响可能导致某些形式的劳动力在经济上变得不必要和无竞争力，甚至加剧收入不平等。
这些矛盾以阶级斗争的形式表现出来，发展到现存的生产方式变得不可持续的地步，要么崩溃，要么被社会革命推翻。这些矛盾通过一种基于不同社会关系的新生产方式的出现而得到解决，其中最显著的是生产资料的所有权模式的不同。
生产资料的所有权和对其运作所产生的剩余产品的控制是划分不同生产方式的根本因素。资本主义是指生产资料的私人所有权和控制，其中剩余产品成为其所有者的非劳动收入。在这个制度下，追求利润的个人或组织承担了大部分经济活动。然而，资本主义并不意味着所有的物质生产资料都是私人拥有的，因为部分经济体是公有的。
相比之下，社会主义是指生产资料的社会所有制，使得剩余产品归整个社会所有。

## 目前状况
在經濟學上，目前对生产资料没有统一的定义，有一較普遍的說法將之分為自然資源、人力、資本及企業才能四項。

## 脚注

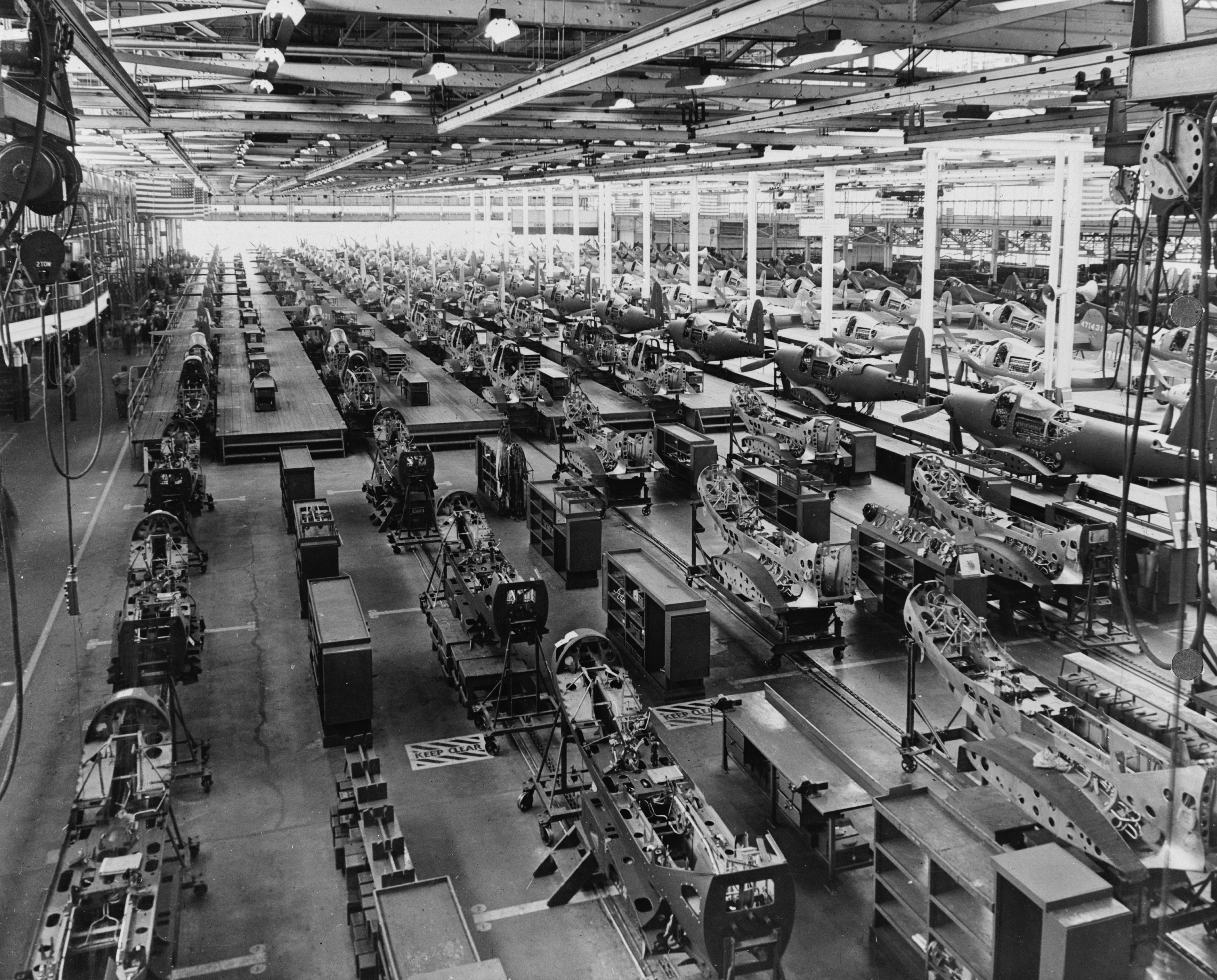
所有生產中的運作要素包含有形或無形都是生产要素

1. ↑  Gould, Peter; Olsson, Gunnar (编). . London: Pion. 1977: 215  [8 April 2023]. ISBN 9780850860931. （原始内容存档于2023-04-10）. [...] Hindess and Hirst (1977, page 65) [...] define means of production as 'all the conditions necessary to the operation of a particular labour process which are combined in the units of production in which that process takes place' [...].
2. ↑  Edmundson, William A. . Journal of Political Philosophy. 2020, 28 (4): 422–423  [2023-09-02]. ISSN 1467-9760. S2CID 212948343. doi:10.1111/jopp.12211. （原始内容存档于2022-12-31） （英语）. It takes the means of production to comprise anything that is or can be put to productive use... the means of production consist of anything that enables or could enable the extraction of surplus value (exploitation). Similarly, for Proudhon, goods not meant for immediate consumption, whose accumulation might introduce social inequality
3. ↑  Marx, Karl; Dobb, Maurice (1971). A contribution to the critique of political economy （页面存档备份，存于）. London: Lawrence and Wishart. Archived at marxists.org （页面存档备份，存于）
4. ↑  Eatwell, John; Milgate, Murray; Newman, Peter. . W. W. Norton & Company. April 19, 1990: 76. ISBN 978-0393958607. The conception of capital within orthodox economics. Within orthodox economics, the term ‘capital’ generally refers to the means of production.
5. ↑  Tuovila, Alicia. . Investopedia.   [2021-04-24]. （原始内容存档于2023-09-09） （英语）.
6. ↑  Hennings, K. H., Palgrave Macmillan , 编, , The New Palgrave Dictionary of Economics (London: Palgrave Macmillan UK), 1987: 1–11  [2021-04-24], ISBN 978-1-349-95121-5, doi:10.1057/978-1-349-95121-5_20-1 （英语）
7. ↑  Karl Kautsky. . 978-0333283844. 1983: 9. Here we encounter a further characteristic of the modern wage proletarian. He works not with the individual but with social means of production, means of production so extensive that they can be operated only by a society of workers, not by the individual worker.
8. ↑  Michael Evans, Karl Marx, London, England, 1975. Part II, Chap. 2, sect. a; p. 63.
9. ↑  Flower, B. O. The Arena, Volume 37. The Arena Pub. Co, originally from Princeton University. p. 9
10. ↑  . www.aiib.org.   [2023-09-02]. （原始内容存档于2023-09-02） （英语）.
11. ↑  Black, John. . Nigar Hashimzade, Gareth D. Myles 5. [Oxford]. 2017  [2023-09-02]. ISBN 978-0-19-181994-0. OCLC 970401192. （原始内容存档于2020-10-31）.
12. ↑  . Investopedia.   [2023-09-02]. （原始内容存档于2023-09-02） （英语）.
13. ↑  James, Manyika.  (PDF). www.mckinsey.com. 2013  [2021-04-25]. （原始内容存档 (PDF)于2020-07-22）.
14. ↑  . www.marxists.org.   [2023-09-02]. （原始内容存档于2017-12-01）.
15. ↑  Black, John. . Nigar Hashimzade, Gareth D. Myles 5. [Oxford]. 2017  [2023-09-02]. ISBN 978-0-19-181994-0. OCLC 970401192. （原始内容存档于2020-10-31）.